# Eidsivating lagmannsrett

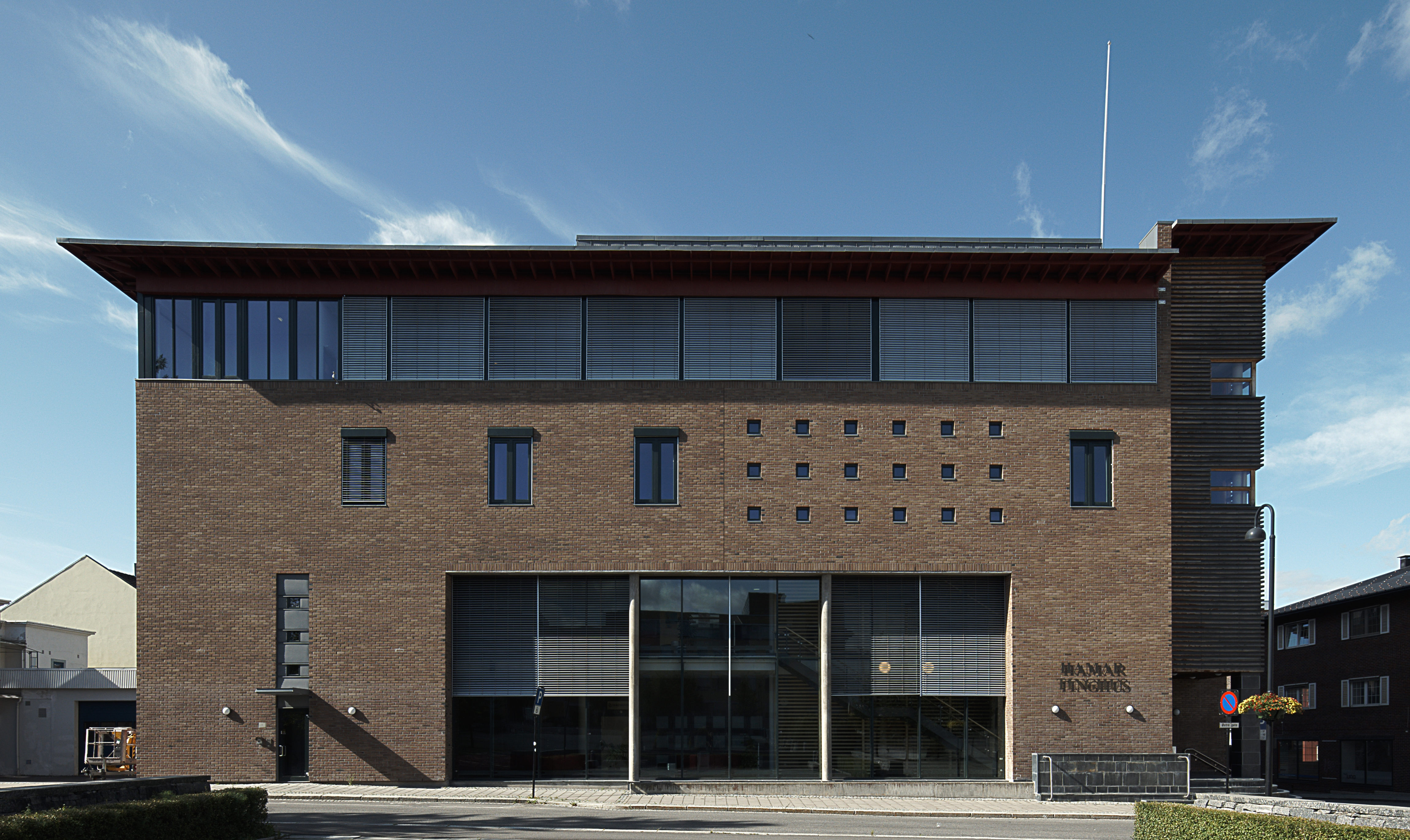
Het gerechtsgebouw in Hamar

Eidsivating lagmannsrett is een Noors lagmannsrett met zetel in Hamar. Het gerecht, vergelijkbaar met een Hof van beroep in België of een gerechtshof in Nederland, is bevoegd voor beroepszaken in zowel straf- als civiele zaken tegen uitspraken van de 10 Tingretter in het ressort. Het ressort omvat de fylke Innlandet en een klein deel van Vikenl, het historische Romerike. Oorspronkelijk omvatte het gerecht ook de provincies Akershus, Buskerud, Østfold en Oslo, in 1995 werd het ressort gesplitst en vormden deze het Borgarting lagmannsrett. Naast Hamer houdt het gerecht zitting in Lillehammer en Eidsvoll. In Eidsvoll wordt daarvoor het oude station van de stad gebruikt.

## Indeling in Tingretter
| 1. Gjøvik tingrett in Gjøvik 2. Glåmdal tingrett in Kongsvinger 3. Hedmarken tingrett in Hamar 4. Nedre Romerike tingrett in Lillestrøm 5. Nord-Gudbrandsdal tingrett in Vågå | 1. Nord-Østerdal tingrett in Tynset 2. Sør-Gudbrandsdal tingrett in Lillehammer 3. Sør-Østerdal tingrett in Elverum 4. Valdres tingrett in Fagernes 5. Øvre Romerike tingrett in Eidsvoll |